# Angelus Novus
Angelus Novus és un dibuix a tinta xinesa, guix i aquarel·la sobre paper, pintat en 1920 pel pintor suís Paul Klee i adquirit posteriorment pel filòsof i crític Walter Benjamin.
El títol de l'obra, Angelus Novus ('àngel nou' en llatí), remet a una llegenda jueva originària del Talmud. Aquest motiu va servir d'inspiració a Benjamin per a la seva famosa teoria de l'«Àngel de la història», una visió pessimista de l'esdevenir històric com un cicle incessant de desesperació.
A l'actualitat l'obra forma part de la col·lecció del Museu d'Israel, a Jerusalem.

## Interpretació
Un «àngel nou», segons la tradició hebrea, és una criatura celestial creada per servir i renovar un càntic etern davant Déu. Walter Benjamin ho explicava en la presentació de la revista Angelus Novus: «Una llegenda talmúdica ens diu que una legió d'àngels nous són creats a cada moment per a, després d'entonar el seu himne davant Déu, acabar i dissoldre's ja en el no-res».
La conservadora d'art israelita Ariella Azoulay va dedicar un capítol del seu llibre Once Upon a Time: Photography following Walter Benjamin a l'Angelus Novus, on aportava una nova lectura del quadre de Klee. Contràriament a la imatge descrita per Benjamin en la seva al·legoria de l'«Àngel de la història», on l'àngel mirava al capdavant amb ulls desorbitats, l'autora sostenia que l'àngel era guerxo, i els seus ulls en realitat es torçaven cap als costats. Posteriorment, en una ressenya del llibre d'Azoulay, l'artista israeliana Michal Heiman afirmava que tant Benjamin com el seu compatriota havien passat per alt un detall important de la pintura. Segons defensa Heiman al seu article, Klee hauria suggerit la doble naturalesa sexual de l'àngel dotant-ho d'un «òrgan sexual punxegut» i abillant-ho amb una faldilla.
La revisió del Angelus Novus proposada per Heiman se suma a tot un seguit d'interpretacions sobre la pintura, algunes basades en aspectes biogràfics, filosòfics i teològics. Segons l'estudiós Stéphane Mosès, l'àngel representa una al·legoria de la «utopia messiànica», que es resisteix al progrés i que simbolitza la catàstrofe interminable. El filòsof Giorgio Agamben identifica a l'àngel amb l'home modern, qui, en perdre contacte amb el seu passat, és incapaç de trobar el seu lloc a la història.

## Història

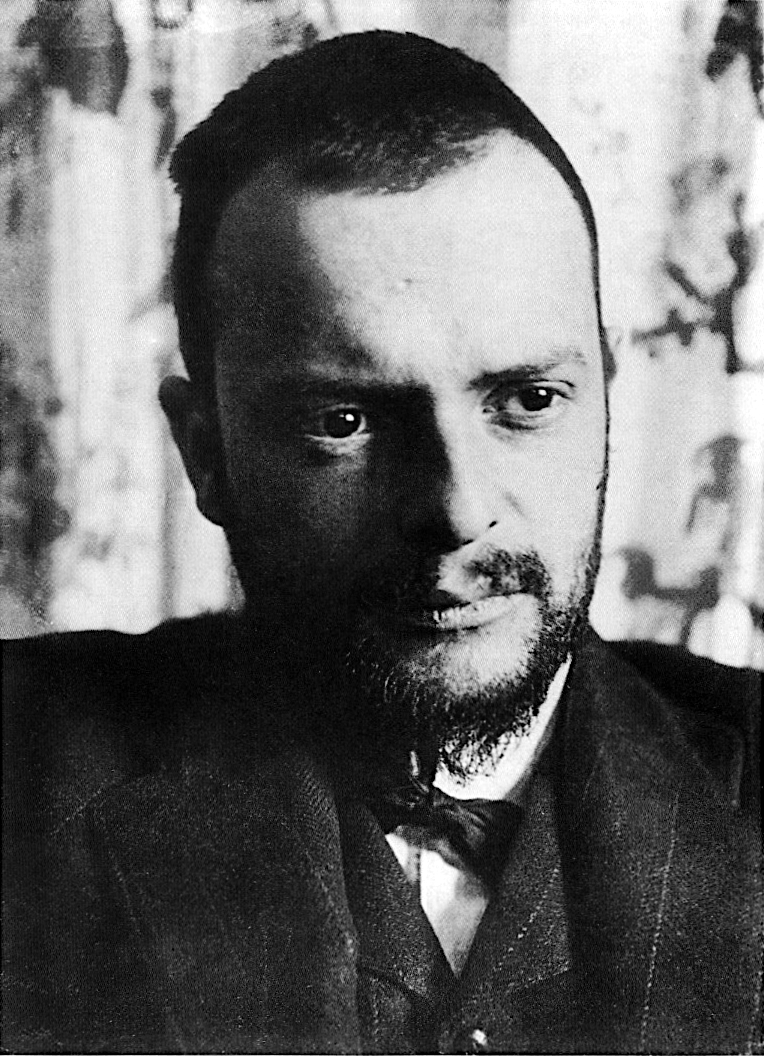
Paul Klee (1879-1940)

Paul Klee va pintar Angelus Novus en un any decisiu per a la seva carrera. El 1920 va fer la seva primera gran exposició a Múnic, s'unia a la Bauhaus, i va publicar el seu credo artístic, Confessió creativa, on explicava la seva percepció metafísica de la realitat. Els éssers mitològics presents en els quadres del pintor suís —durant els seus últims anys de vida, va plasmar mig centenar d'àngels celestials— s'emmarquen dins d'aquest context metafísic.
El quadre va suscitar l'interès de Walter Benjamin, qui el va adquirir en 1921. Aquesta pintura tindria una important repercussió en la vida de Benjamin, representant una font d'inspiració constant i un catalitzador del seu pensament filosòfic. L'obra l'acompanyaria fins a la seva mort en tots els llocs on el filòsof alemany va fixar la seva residència. El 1921 Benjamín va fundar una publicació anomenada Angelus Novus, en part com un intent d'establir llaços entre l'avantguarda artística de l'època i la llegenda talmúdica de l'«àngel nou». Benjamin també esmentava la pintura de Klee en un assaig de 1931, dedicat a l'escriptor austríac Karl Kraus, on assenyalava que la imatge permetia «reconèixer una humanitat que s'acredita en la destrucció».
El 1933, l'ascens al poder del partit nazi va precipitar la seva sortida immediata de Berlín i el seu exili a l'illa d'Eivissa, on no va poder endur-se la seva preuada aquarel·la. Dos anys més tard, un amic va poder recuperar-la i l'hi va enviar a París, on aleshores residia. A principis de 1939 va tractar sense èxit de vendre la pintura —la seva única pertinença— per poder pagar-se el passatge als Estats Units. Al juny de 1940, abans d'abandonar París, va treure la làmina del seu marc i la va guardar juntament amb els seus escrits en una maleta que va lliurar a l'escriptor Georges Bataille, qui es va encarregar d'ocultar-la a la Biblioteca Nacional de França. Finalment, al setembre de 1940, Benjamin es va suïcidar a Portbou, en l'última parada de la seva fugida infructuosa del règim nazi.
Després de la Segona Guerra Mundial, l'obra va passar a les mans del filòsof Theodor Adorno, qui, conforme a l'última voluntat de Benjamin, la va llegar a Gershom Scholem, amic personal de l'escriptor i eminent erudit de la mística jueva. Després de la mort de Scholem, la seva vídua va donar l'obra al Museu d'Israel, a Jerusalem, on actualment s'exhibeix com una de les joies de la col·lecció.

## Al·legoria de l'«Àngel de la història»

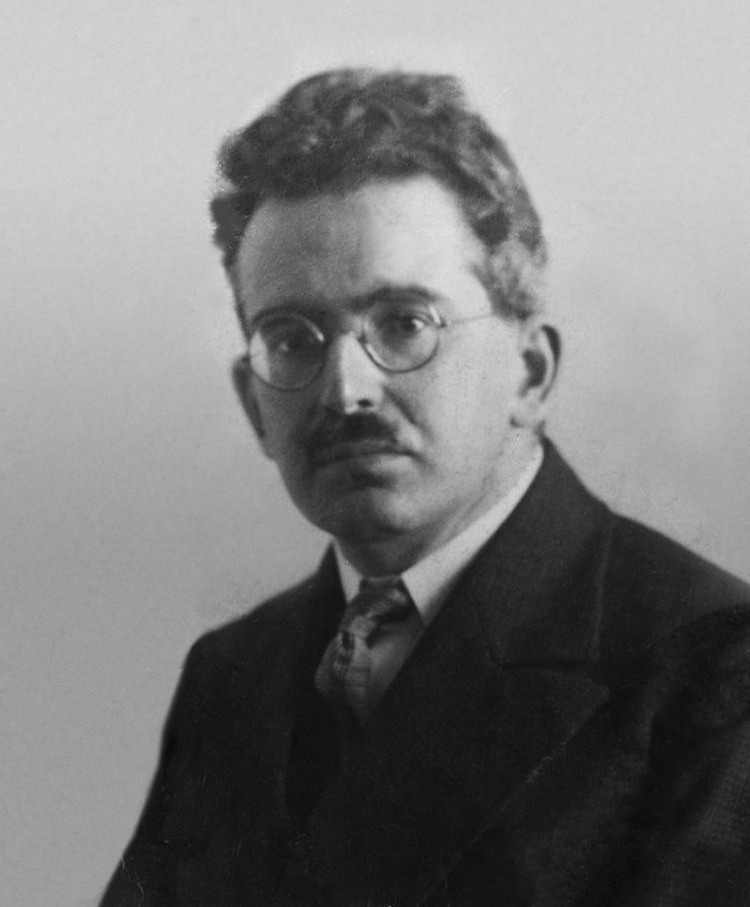
Walter Benjamin (1892–1940), propietari de l'Angelus Novus des de 1921 fins a la seva mort el 1940 a Portbou.

Al seu cèlebre assaig Tesi sobre la filosofia de la història, Walter Benjamin, inspirat per la lectura cabalística del seu amic Gershom Scholem, escriu:
“ Una pintura de Klee anomenada ''Angelus Novus'' mostra un àngel que sembla com si estigués a punt d'allunyar-se d'alguna cosa que contempla fixament. Els seus ulls estan mirant, la boca oberta, les ales obertes. Així és com es representa l'àngel de la història. El seu rostre mira cap al passat. Allà on percebem una cadena d'esdeveniments, ell veu una única catàstrofe que no para de acumular restes sobre restes i les llança davant dels seus peus. A l'àngel li agradaria quedar-se, despertar els morts i reparar el que s'ha destrossat. Però una tempesta bufa des del Paradís; el vent omple les seves ales amb tanta violència que l'àngel ja no les pot ni tancar. La tempesta l'impulsa irresistiblement cap al futur al qual gira l'esquena, mentre la pila de runes que hi ha davant seu creix cap al cel. Aquesta tempesta és el que anomenem progrés.”
La reflexió sobre la història constitueix un fil conductor del pensament de Benjamin, que va alçar una crítica radical contra la «raó històrica» i els seus axiomes (les idees de continuïtat, de causalitat i de progrés). En analitzar la figura de l'Angelus Novus que l'autor alemany va exposar en les seves Tesis sobre la filosofia de la història, Susan Buck-Morss ha observat que «una construcció de la història que mira cap enrere més que cap avant, cap a la destrucció de la naturalesa material tal com aquesta realment va ocórrer, proporciona un contrast dialèctic al mite futurista del progrés històric (que només pot afirmar-se a través de l'oblit del que ha ocorregut)».
L'al·legoria benjaminiana de l'«Àngel de la història», que mira cap al passat descobrint la barbàrie allí on la història es percep com un continu, va suposar una crítica als ideals quimèrics que encoratjaven el pensament de bona part de l'esquerra. En el relat, l'àngel sobrevola horroritzat les cendres que llança el passat, al mateix temps que no pot escapar del futur, arrossegat per la voràgine del progrés; des de la seva talaia, la noció d'història s'entrellaça amb les de memòria i identitat, en un instant en el qual passat, present i futur convergeixen.
Benjamin buscava una teoria de la història que permetés analitzar el fenomen del feixisme i les causes que van precipitar el desastre de l'esquerra europea en el període d'entreguerres. Les seves idees sobre aquest tema van influir notablement en el pensament posterior d'alguns filòsofs de l'Escola de Frankfurt, com Theodor Adorno i Max Horkheimer.
Malgrat el to apocalíptic que impregna l'«Àngel de la història» descrit per Benjamin, també hi ha lectures optimistes al seu voltant. El filòsof Jürgen Habermas, per exemple, sosté que l'àngel representa la possibilitat de redempció o de transformació, en ser la seva mirada cap al passat una retrospectiva que s'enfronta al dany causat. Per la seva banda, l'acadèmic israelià Galili Shahar afirma —reprenent la idea cabalística de dany i reparació (shever vetikkun)— que el concepte d'història de Benjamin embolica «una feble força messiànica, una força menor, que s'ha compromès a corregir mals». En el seu llibre Les restes de la revelació, el mateix autor afegeix: «El que va ser derrotat, i oblidat, i reprimit, i esborrat de les pàgines de la història, encara segueix tot esperant ser revelat, i per tant, transformat. La redempció implica la transformació del passat».